# Игор Штимац
Игор Штимац (Метковић, 6. септембар 1967) је бивши хрватски фудбалер. Играо је на позицији одбрамбеног играча, а тренутно је селектор Индије.

## Клупска каријера
Штимац је сениорску каријеру почео у Хајдуку из Сплита. За 7 година проведених у Хајдуку, освојио је Куп Југославије 1990/91. и Прву лигу Хрватске 1992. Прелази у Кадиз, да би се 1994. вратио у Хајдук са којим осваја триплу круну у сезони 1994/95, а у Лиги шампиона је са клубом стигао до четвртфинала. Након те сезоне, Штимац прелази у Дерби каунти, где игра 4 године. Након Дербија, игра још и за Вест Хем и поново за Хајдук.

### Однос са Синишом Михајловићем
У финалу Купа Југославије 1991. године, где је Хајдук победио Црвену звезду 1:0, избио је сукоб између Синише Михајловића, као играча Звезде, и Игора Штимца, који је био капитен Хајдука на тој утакмици. Сукоб је, према речима Михајловића, почео Штимчевом провокацијом Михајловића у којој је рекао: „Дабогда ти побили све у Борову.” Након тога, Михајловић је током утакмице само тражио дуел са Штимцем. У 70. минуту утакмице, Михајловић је направио тежак фаул на Гргици Ковачу, након чега је настала гужва на терену. Штимац и Михајловић су искључени са утакмице због другог жутог картона који су добили. После победе Хајдука и освајања Купа, Штимац је рекао: „Овај пехар ће заувек остати код нас, јер сам уверен да се Куп Југославије више никада неће играти”.
После 21 године и више покушаја помирења, Штимац и Михајловић, као селектори Хрватске и Србије редом, су се помирили у Варшави.

## Репрезентативна каријера
Штимац је са репрезентацијом Југославије до 20 година освојио Светско првенство у Чилеу. У походу на трофеј, одиграо је 4 утакмице и постигао је 2 гола. За репрезентацију Хрватске је одиграо 53 утакмице и постигао 2 гола. Са Хрватском је играо четвртфинале Европског првенства 1996, а на Светском првенству 1998. је освојио треће место.

## Тренерска каријера
Као и сениорску играчку каријеру, Штимац је и тренерску каријеру почео у Хајдуку. У Хајдук је дошао пред крај сезоне 2004/05, и са њим освојио Прву лигу Хрватске. Најзначајнији период у Штимчевој тренерској каријери је када је био селектор Хрватске у квалификацијама за Светско првенство 2014. Са Хрватском је био други у квалификационој групи, обезбедивши бараж, али је ипак добио отказ. Селектор Индије је од 2019.

## Трофеји

### Играчка каријера
Хајдук Сплит
- Куп Југославије: 1990/91
- Прва лига Хрватске: 1992, 1994/95
- Куп Хрватске: 1994/95
- Суперкуп Хрватске: 1994

Југославија до 20 година
- Светско првенство до 20 година: 1987

### Тренерска каријера
- Прва лига Хрватске: 2004/05